# 茶茶丸大冒险
《茶茶丸大冒险》是一款由Jaleco公司制作和发行的动作游戏。游戏于1986年8月22日在日本地区FC游戏机发行。
本游戏改编自漫画。玩家控制着一个红衣忍者。玩家需要击败扩散出的魔鬼鬼魂。此外主人公可以骑在一个青蛙上。